# سحابی پوماهی
سحابی پوماهی(به انگلیسی: Stingray Nebula) ‎(Hen ۳-۱۳۵۷)‏ جوانترین سحابی سیاره‌ای شناخته شده‌است. (Bobrowsky ۱۹۹۴)  این سحابی در صورت فلکی جنوبی آتشدان و در فاصله ۱۸٬۰۰۰ سال نوری از زمین قرار داد. با اینکه این سحابی ۱۳۰ برابر بزرگتر از منظومه شمسی است اما یک دهم اندازه سحابی‌های سیاره‌ای معمولی است.

## یادداشت
1. ^ ۱۰٫۷۵ قدر ظاهری - ۵ * (log۱۰(۵٫۶ kpc فاصله) - ۱) = -۳٫۰ قدر مطلق

1. 1 2 3 4 5  (SIMBAD ۲۰۰۷)
2. 1 2  (Bobrowsky ۱۹۹۴)